# Чонград (област)
Вижте пояснителната страница за други значения на Чонград.
Чонград-Чанад (на унгарски: Csongrád-Csanád) е една от 19-те области (или комитати, megye) в Унгария. Разположена е в южната част на страната, близо до границата с Румъния. Административен център на област Чонград е град Сегед.

## География
В село Опушташер се намира Национален мемориален парк.